# JavaForge
JavaForge為JavaLobby採用CodeBeamer與Subversion所建立的自由軟體開發專案管理網站。提供免費的開放原始碼專案協同作業與討論分享的空間。
此平台於2005年的9月開始運作，提供各專案需求、變更、缺陷、版本發佈等事項的追蹤、文件分享、Wiki協作、建構管理資料庫、議題討論和程式碼線上瀏覽與分析功能。除了web介面，使用者也可以運用IDE，如Eclipse、NetBeans、瀏覽追蹤項目。
2009年5月，CodeBeamer的開發廠商"INTLAND Software"接管此自由軟體開發社群網站，並將其架構於亞馬遜雲端運算的平台上，讓開發專案管理者除了Subversion外，也可以選Mercurial或Git這類的DVCS。
JavaForge上目前沒有任何廣告，參與者只要註冊帳號，即可成立自己的專案，開始自由軟體的開發。上面也有知識分享的標籤、喜好投票機制和多種Wiki Plugins如標籤雲，最受注目的討論事項、個人參與的所有專案以及多種專案統計資訊等。